# تينا مارش
تينا مارش (بالإنجليزية: Tina Marsh)‏ هي موزعة وملحنة أمريكية، ولدت في 18 يناير 1954 في أنابولس في الولايات المتحدة، وتوفيت في 16 يونيو 2009 بسبب سرطان الثدي.

## وصلات خارجية
- تينا مارش على موقع ميوزك برينز (الإنجليزية)
- تينا مارش على موقع أول ميوزيك (الإنجليزية)
- تينا مارش على موقع ديسكوغز (الإنجليزية)